# Aeroporto Brigadier General Antonio Parodi
O Aeroporto  Brigadier General Antonio Parodi (IATA: EQS, ICAO: SAVE) serve a cidade de  Esquel, província de Chubut, Argentina. Está localizado a 21 km do centro da cidade.

## Histórico
O aeroporto foi inicialmente construído em 1944 sendo inaugurado oficialmente em abril de 1945. Seu atual terminal para passageiros foi construído em 1978 e sua pista foi totalmente remodelada em 1999. Seu terminal de passageiros possui uma área de 1,050 m² divididos em dois níveis. Possui  96,000 m² de pistas e um estacionamento para 80 veículos.

## Acidente
Em 06 de maio de 2020, ocorreu um terível acidente quando um avião de socorro médico bateu e explodiu ao tentar pousar para efetuar o resgate de uma menina que deveria ser tratada e operada em Buenos Aires.

## Terminal
| Companhias            | Destinos                                       |
| --------------------- | ---------------------------------------------- |
| Aerolíneas Argentinas | Buenos Aires, San Martín de Los Andes, Trelew  |
| LADE                  | Bahía Blanca, Buenos Aires, Comodoro Rivadavia |

## Estatísticas
|                                                                                           | Passageiros | Variação sobre o ano anterior | Operações de aeronaves | Variação sobre o ano anterior |
| ----------------------------------------------------------------------------------------- | ----------- | ----------------------------- | ---------------------- | ----------------------------- |
| 2005                                                                                      | 25.216      | 7,01%                         | 1.418                  | 5,09%                         |
| 2006                                                                                      | 26.598      | 5,48%                         | 1.305                  | 7,97%                         |
| 2007                                                                                      | 24.892      | 6,41%                         | 1.352                  | 3,60%                         |
| 2008                                                                                      | 10.585      | 57,48%                        | 762                    | 43,64%                        |
| 2009                                                                                      | 17.525      | 65,56%                        | 816                    | 7,09%                         |
| 2010                                                                                      | 21.561      | 23,03%                        | 837                    | 2,57%                         |
| Fonte: Airports Council International. World Airport Traffic Statistics (Years 2005-2010) |             |                               |                        |                               |